# Šizma
Šizma ili raskol je izraz koji označava podjelu neke organizacije uzrokovanu neslaganjem njenih članova oko neke važne odluke ili doktrinarnog pitanja. U užem smislu se primjenjuje na religijske organizacije ili zajednice; tada se rabi izraz shizma ili šizma (od grčke riječi σχίζω, skhízō za "podijeliti, razdvojiti"); najčešće se događa u obliku odvajanja dijela vjernika koji više ne priznaju dotadašnji vrhovni vjerski autoritet te se nazivaju raskolnicima ili šizmaticima.

## Vanjske poveznice
- Encyclopedia Britannica: Schism
- Catholic Encyclopedia: Schism